# Julius Baer
Julius Bär Gruppe (Julius Baer Group) – szwajcarski bank z siedzibą w Zurychu działający w sektorze bankowości prywatnej. Obecny w 29 krajach w Europie, Bliskim Wschodzie, Azji oraz Ameryce Łacińskiej.
W 2014 roku bank zajął 1202 miejsce w rankingu największych przedsiębiorstw na świecie Global 2000 magazynu Forbes.
Historia banku sięga lat 90. XIX wieku kiedy Julius Baer, od którego nazwiska wzięła się później nazwa przedsiębiorstwa, założył w Zurychu kantor wymiany walut, który szybko przekształcił swoją działalność na zarządzanie majątkiem oraz handel akcjami i walutami. W 1901 roku przedsiębiorstwo zmieniło nazwę na Julius Baer & Co i uzyskało licencję na działalność maklerską na Giełdzie Papierów Wartościowych w Zurychu. 14 marca 1924 roku nabyło budynek przy Bahnhofstrasse 36, w którym do roku 1922 znajdowała się centrala Szwajcarskiego Banku Narodowego. W 1925 do budynku przeniesiono siedzibę przedsiębiorstwa, która mieści się tam do dziś. W 1974 założono spółkę Julius Baer & Co. (Holding) Ltd., a cały dotychczasowy majątek firmy przeniesiono do Bank Julius Baer & Co. Ltd. W 1980 roku Baer Holding Ltd, następca Julius Baer & Co. (Holding) Ltd., wszedł na giełdę, a w roku 2000 stał się częścią indeksu SMI. W 1996 nazwę Baer Holding Ltd. zmieniono na Julius Baer Holding Ltd.
W 2014 roku aktywa grupy zostały wycenione na 82,2 mld CHF.